# Thyrreniellina josephi
Tyrrheniella josephi é uma espécie de gastrópode  da família Hygromiidae.
É endémica de Itália.